# Света Троица (Зладовце)
„Свети Троица“ (на сръбски: Храм Свете Тројице) е възрожденска православна църква във вранското село Зладовце, югоизточната част на Сърбия. Част е от Вранската епархия на Сръбската православна църква.
Църквата е построена в 1890 година северно от селото върху основите на много стар манастир, метох на „Пчинския манастир“. Открит е и оригиналният свети престол както и стари свети мощи, положени в новия храм. Църквата не е осветена и в нея не се служи. В 2013 година е измазана отвън.